# Marc Lamti
Marc Martin Lamti (* 28. Januar 2001 in Köln, Nordrhein-Westfalen) ist ein tunesisch-deutscher Fußballspieler. Er spielte in der A-Jugend des Bundesligisten Bayer 04 Leverkusen auf der Position des Innenverteidigers. Im Juni 2019 kam er zu seinem Debüt für die tunesische A-Nationalmannschaft.

## Verein
Marc Lamti begann 2005 im Alter von vier Jahren beim FC Pesch in seiner Geburtsstadt mit dem Fußballspielen. Drei Jahre später nahm er an einem vom 1. FC Köln organisierten Jugendturnier teil, bei dem Scouts von Bayer 04 Leverkusen auf ihn aufmerksam wurden. Lamti wechselte daraufhin in die U8 des Vereins. 2016 kam er in die B-Jugend und stieg altersbedingt 2018 in die A-Jugend auf. Für diese absolvierte er in der Saison 2018/19 insgesamt 24 von 26 möglichen Ligaspielen und erzielte zwei Tore. Einen Vertrag über seine Jugendzeit hinaus erhielt Lamti in Leverkusen nicht.
Nach drei Monaten Vereinslosigkeit verpflichtete der Zweitligist Hannover 96 Lamti für dessen zweite Mannschaft, die in der viertklassigen Regionalliga Nord antritt. Die Niedersachsen schlossen zusätzlich einen Lizenzspielervertrag mit ihm ab, da sie ihn perspektivisch in ihrer ersten Mannschaft einsetzen möchten.

## Nationalmannschaft
Nach eigenen Angaben spielte Lamti mindestens einmal für die U15 des Deutschen Fußball-Bundes. Einige Jahre später kam der tunesische Verband auf Lamti zu und lud ihn zu einem Trainingslager bei der U23 ein. Lamti sagte zwar zu, nahm letztlich aber nicht teil. Als er später in den Kreis der A-Nationalmannschaft gelangte, entschied er sich für eine Laufbahn bei den Tunesiern.
Am 7. Juni 2019 debütierte Lamti mit 18 Jahren für die A-Auswahl in einem Freundschaftsspiel gegen den Irak, ohne zuvor ein Vereinsspiel im Herrenbereich absolviert zu haben. Beim 2:0-Sieg seiner Mannschaft kam er in der 81. Spielminute zu einer Einwechslung. Im selben Monat wurde er in das endgültige Aufgebot Tunesiens für den Afrika-Cup 2019 in Ägypten nominiert. Er war bei dem Turnier der jüngste teilnehmende Spieler. Tunesien gelangte über den zweiten Platz in seiner Gruppe bis ins Halbfinale, in dem man erst in der Verlängerung am Senegal scheiterte. Das folgende Spiel um Platz drei verlor Tunesien schließlich gegen Nigeria. Lamti kam in keinem der insgesamt sieben Spiele zum Einsatz.
Im Februar und März 2021 nahm Lamti mit Tunesiens U20 an der U20-Afrikameisterschaft teil. Die U-Auswahl spielte zum ersten Mal nach 32 Jahren wieder bei dem Turnier. Die Tunesier stießen bis ins Halbfinale vor, scheiterten dort aber an Uganda. Im Spiel um Platz 3 verlor Tunesien abermals, diesmal gegen Gambia. Lamti war während des Turniers Stammspieler und absolvierte fünf der sechs Spiele für seine Mannschaft. Beim 2:0-Sieg im zweiten Gruppenspiel gegen Namibia erzielte er mit der zwischenzeitlichen 1:0-Führung ein Tor für die Auswahl.

## Persönliches
Lamti kam im Januar 2001 in Köln zur Welt und wuchs in Pesch im Nordwesten der Stadt auf. Nach der Grundschule besuchte er ein Gymnasium in Pesch, nach der achten Klasse wechselte er auf eine Realschule in Leverkusen, um von dort aus schneller zum Fußballtraining zu gelangen. Bei Bayer 04 Leverkusen begann er eine Ausbildung zum Sport- und Fitnesskaufmann, die er im Juli 2020 erfolgreich abschloss. Einer seiner Großväter stammt aus Tunesien. Neben dem Deutschen spricht Lamti ebenfalls Englisch, jedoch zum Zeitpunkt seiner ersten Nominierung für die tunesischen Auswahlen kein Arabisch.